# W47
W47 — американська термоядерна боєголовка, яка використовувалася в системі балістичних ракет Polaris A-1. Різні моделі були в експлуатації з 1960 до кінця 1974 року. Боєголовка була розроблена Радіаційною лабораторією Лоуренса між 1957 і 1960 роками.
W47 мала розміри 460 мм в діаметрі і 1,200 мм завдовжки і вагою 330 кг у моделі Y1 і 332 кг у моделі Y2. Модель Y1 мала розрахункову потужність 600 кілотонн, а модель Y2 мала подвоєну розрахункову потужність 1,2 мегатонни. W47 була першою боєголовкою з новою мініатюрною ямою. Аеродинамічний факел в основі забезпечував стабільність орієнтації під час зниження. Два невеликих ракетних двигуна використовувалися для обертання боєголовки для кращої стабільності та симетрії під час спуску.

## Конструкція
Розсекречені британські документи свідчать, що W47 містила 2,5 кг плутонію, 60 кг урану, 36 кг дейтериду літію та 4 грами тритію.

## Випробування живим вогнем
W47 є єдиною американською боєголовкою міжконтинентальної балистичної ракети або БРПЧ, яка була запущена під час випробування атмосферної ракети та боєголовки 6 травня 1962 року. Ця подія сталася під час вибуху Frigate Bird, який був частиною серії випробувань Dominic. Під час дислокації близько 6000 км на південний захід від Лос-Анджелеса, американський підводний човен USS Ethan Allen випустив ракету Polaris-A2 по цілі у відкритому океані на відстані 920 км коротше чим до тодішнього британського острова Кірітіматі, на південь від Гаваїв. Ракета подолала відстань 1890 км. За випробуванням спостерігали дві затоплені підводні човни США USS Carbonero та USS Medregal, які стояли приблизно в 48 км від цільової точки. Боєголовка ракети здетонувала о 23:30 GMT 6 травня 1962 року приблизно на відстані 2 км від заданої точки цілі і на висоті цілі 3,400 метрів. Детонація була успішною і мала повну проектну потужність W47Y1 приблизно в 600 кілотонн  Вибух був розроблений, щоб підвищити довіру до систем балістичних ракет США, хоча навіть після випробування виникли значні суперечки. Частково це сталося через те, що було виявлено, що обрана для випробувань боєголовка зазнала модифікацій перед випробуванням і не обов’язково була репрезентативною для арсеналу.

## Суперечки щодо надійності
Боєголовка W47 мала низку серйозних проблем з надійністю конструкції боєголовки. З квітня 1960 року по червень 1960 року було виготовлено 300 екземплярів серійного прототипу EC-47, і всі вони були негайно зняті з експлуатації в червні 1960 року через проблеми з надійністю. Виробництво моделей Y1 і Y2 тривало з 1960 по 1964 рік. Всього було випущено 1060 моделей Y1 і Y2, але виявилося, що вони мають так багато проблем з надійністю, що не більше 300 були в експлуатації. У 1966 році 75% накопичених боєголовок Y2 вважалися несправними та непридатними до використання. Деякий час тривали ремонтні програми.
Деякі боєголовки Polaris були замінені на початку 1960-х років, коли під час планового технічного обслуговування була виявлена корозія ям.
Відмови боєголовок W45, W47 і W52 все ще є активною частиною дискусії про надійність ядерної зброї США, що переміщується в майбутнє без ядерних випробувань, що тривають. 
Одноточкове випробування безпеки, проведене на боєголовці W47 безпосередньо перед мораторієм 1958 року (Hardtack/Neptune), виявилося невдалим, що призвело до 100-тонного вибуху. Оскільки заборона на випробування забороняла випробування, необхідні для безпечних за своєю суттю одноточкових безпечних конструкцій, було прийнято імпровізоване рішення: боро-кадмієвий дріт був згорнутий всередині ями під час виробництва та витягнутий маленьким двигуном під час процесу заряджання боєголовки. На жаль, цей дріт мав тенденцію ставати крихким під час зберігання, ламатися або застрягати під час постановки на озброєння, що перешкоджало повному видаленню та робило боєголовку несправною. За оцінками, 50-75% боєголовок вийшли з ладу. Це вимагало повної перебудови праймеріз W47. Масло, яким змащували дріт, також сприяло корозії ями.

## Дивись також
- UGM-27 Polaris